# Sumerija
Sumerija je najstarejša znana civilizacija, nahaja se na jugu nekdanje Mezopotamije (danes jugovzhodni Irak), nastala je v obdobju bakrene oz. na začetku bronaste dobe.
Sumerci so se naselili v dolinah rek Evfrat in Tigris, kjer so zaradi rodovitne prsti in rednega namakanja lahko pospešeno pridelovali žita in ostale poljščine, kar jim je omogočilo obstanek na tem področju. 
V civilizaciji Sumercev so obstajala mesta Uruk (približno 4000 do 3100 pr. n. št.) nato Džemdet Nasr, ki je bil poimenovan po sumerskem mestu Uruk in v obdobje zgodnjih dinastij. Osvojili so jih semitsko govoreči kralji iz Agade okoli 2400 pr. n. št.. Avtohtono sumersko vladanje se je ponovno pojavilo in trajalo približno eno stoletje v Tretji urski dinastiji v 21. do 20. stoletju pr. n. št..
Sumerska mesta so bila prva civilizacija, ki so se  skozi vse leto intenzivno ukvarjala s kmetijstvom. Že od leta 5000 pr. n. št. so vidne sledi uporabe osnovnih kmetijskih tehnik, vključno z intenzivno obsežnim obdelovanjem zemlje enkrat letno, organiziranim namakalnim sistemom in specializirano delovno silo. Presežek pridelane hrane, ki jo je ustvarilo gospodarstvo jim je omogočalo, da so se lahko ustalili na enem mestu in ni bilo potrebno se seliti iz posevkov in pašnikov. Omogočalo jim je tudi večjo gostoto prebivalstva, ki posledično zahteva obsežno delovno silo in delitev dela. Sumerija je mesto zgodnjega razvoja pisave, napreduje iz faze prvotnega pisanja v sredini 4. tisočletju pr. n. št. do pravilnega pisanja v 3. tisočletju pr. n. št. (glej Jemdet Nasr).

## Izvor civilizacije
Izraz Sumerci je skupno ime za starodavne prebivalce južne Mezopotamije. 
Sodobni zgodovinarji so mnenja, da bi se naj v Sumerijo prvič stalno naselilo zahodno-azijsko ljudstvo, med letoma 5500-4000 pr.n.št., ki je že govorilo sumerski jezik. Za razliko od semitskih sosedov, ta jezik ni poznal sklanjatev. 
Sumerska civilizacija se je v polnosti izoblikovala v obdobju Ura (4. tisočletje pr.n.št.). V 3. tisočletju pr.n.št. se je razvilo tesno kulturno sožitje med Sumerci, ki so govorili svojevrsten jezik, in semitskimi Akadijci, ki so se ponašali s precej razširjeno dvojezičnostjo. Sčasoma so semitski kralji Akadskega kraljestva res osvojili Sumerijo, vendar se je sumerščina ohranila kot sveti jezik.
Kot Sumerce so jih označili njihovi nasledniki  - semitski Akadijci. Sumerci so se imeli za ùĝ saĝ gíg-ga (izgovorjeno saŋ giga), v dobesednem pomenu »črnoglavi ljudje«. V akadščini beseda Sumer lahko v narečju predstavlja geografsko ime, vendar fonološki razvoj, ki vodi do akadskega izraza šumerû je negotov. Biblijsko Šineara, Egipčansko Sngr in Hetitsko Šanhar(a) bi lahko bile zahodne različice besede Sumer.

## Neodvisne mestne države
Dodatne informacije: Mesta starega Bližnjega vzhoda in vodne poti Sumercev in Akadcev
V poznem 4. tisočletju pr. n. št., je Sumerija bila razdeljena na kopico neodvisnih mestnih/tempeljskih državic - ziguratov, ki so bile ločene s kanali in mejniki. V središču vsake mestne državice se je nahajal tempelj, ki je bil posvečen določenemu bogu zaščitniku ali boginji zaščitnici. Mestne državice so vodili duhovniki guvernerji - svečeniki (ensi) ali kralji (lugali), ki so bili tesno povezani z verskimi obredi mest.

| Prvih pet mest se je uveljavilo že v preddinastičnem obdobju "pred poplavo": 1. Eridu (Tell Abu Shahrain) 2. Bad-tibira (verjetno Tell al-Madain) 3. Larsa (Tell as-Senkereh) 4. Sipar (Tell Abu Habbah) 5. Šurupak (Tell Fara) Druga glavna mesta: 1. Kiš (Tell al-Uhaymir) 2. Uruk (Warka) 3. Ur (Tell al-Muqayyar) 4. Nipur (Afak) 5. Lagaš (Tell al-Hiba) 6. Ngirsu (Tello ali Telloh) 7. Uma (Tell Jokha) 8. Hamazi 1 9. Adab (Tell Bismaya) 10. Mari (Tell Hariri) 2 11. Akšak 1 12. Akad 1 13. Isin (Ishan al-Bahriyat) (1Negotova lokacija) (2Mesta na obrobju v severni Mezopotaniji) | Manjša mesta (od juga proti severu): 1. Kuara (Tell al-Lahm) 2. Zabala (Tell Ibzeikh) 3. Kisura (Tell Abu Hatab) 4. Marad (Tell Wannat es-Sadum) 5. Dilbat (Tell ed-Duleim) 6. Borsipa (Birs Nimrud) 7. Kutha (Tell Ibrahim) 8. Der (al-Badra) 9. Ešnuna (Tell Asmar) 10. Nagar (Tell Brak) 2 (2Mesta na obrobju v severni Mezopotamiji) |

Razen Mari-ja, ki se nahaja 330 km severozahodno od Agade, in postojanke Nagar, se vse te mestne državice ("mesta") nahajajo v aluvialni ravnici rek Evfrat in Tigris, južno od Bagdada.

## Zgodovina
Sumerske mestne države so pridobile na moči v času prazgodovinskega ubaidskega in uruškega obdobja. Sumerska dokumentirana zgodovina sega vse do 27. st. pr. n. št. in še dlje, vendar zgodovinski zapisi ostajajo nejasni do obdobja 3. dinastije, približno v 23. st. pr. n. št., ko je bil razvit dešifrirni seznam znakov, ki je arheologom omogočil branje sodobnih zapisov in napisov. Klasična Sumerija se konča z vzponom Akadskega imperija v 23. st. pr. n. št. Po gutijskem obdobju je kratek sumerski preporod v 21. st. pr. n. št.., ki pa ga nenadoma prekinejo vdori Amoritiov. Amoritska Isinska dinastija je vladala do približno 1700 pr. n. št., ko je bila Mezopotamija združena pod Babilonijo. Sčasoma so se Sumerci zlili z asirsko-babilonsko populacijo. 
- Ubaidsko obdobje: 5300–4100 pr. n. št. (srednja kamena doba do bakrene dobe)
- Uruško obdobje: 4100–2900 pr. n. št. (pozna bakrena doba do zgodnje bronaste dobe )
  - Uruk XIV-V: 4100–3300 pr. n. št.
  - IV. uruško obdobje: 3300–3000 pr. n. št.
  - Džemdet nasrsko obdobje  (Uruk III): 3000 – 2900 pr. n. št.
- Zgodnje dinastično obdobje (zgodnja bronasta doba II-IV)
  - I. zgodnje dinastično obdobje: 2900–2800 pr. n. št.
  - II. zgodnje dinastično obdobje: 2800–2600 pr. n. št. (Gilgameš)
  - III.a zgodnje dinastično obdobje: 2600–2500 pr. n. št.
  - III.b zgodnje dinastično obdobje: približno 2500–2334 pr. n. št.
- Akadsko kraljestvo : približno 2334–2218 pr. n. št.  (Sargon Akadski)
- Gutijsko obdobje: približno 2218–2047 pr. n. št. (zgodnja bronasta doba IV)
- Obdobje Ur III: približno 2047–1940 pr. n. št.

### Ubaidsko obdobje
Ubaidsko obdobje zaznamuje značilen slog fine kakovosti slikane keramike, ki se širi po vsej Mezopotamiji in Perzijskem zalivu. V tem času je bilo prvo naselje v južni Mezopotamiji naselje Eridu (klinopis: NUN.KI), približno 5300 let pred našim štetjem. Kmetje so s seboj prinesli kulturo Hadji Muhammed, in so bili pionirji namakanja kmetijskih površin. Zdi se, da ta kultura izvira iz samarske kulture iz severne Mezopotamije. Ni znano ali so bili dejansko Sumerci tisti, ki so označeni s kasnejšo uruško kulturo. Eridu je ostal pomembno versko središče po tem ko ga je Uruk postopoma presegel po velikost. Zgodba o Inani boginji Lune iz Ura in bogu ljubezni in vojne Enkija, s katerima je upravljal bog modrosti in glavni Bog mesta Eridu, odraža premik v prevladi. Zdi se, da je ta zgodnja kultura zmes treh ločenih kulturnih vplivov; 
- podložniki in kmetje, ki živijo v pletenih in ometanih z blatom ali glinenih hišah iz nežgane opeke in prakticirajo namakalno kmetijstvo;
- lovci in ribiči, ki živijo v hišah tkanih iz trsa na plavajočih otokih v močvirjih;
- in proto-akadski nomadski pastirji, ki živijo v črnih šotorih.[2]

### Uruško obdobje
Arheološki prehod iz ubaidskega v uruško obdobje zaznamuje postopen prehod od domače proizvodnje slikane keramike na počasnem lončarskem kolesu do veliko različnih nepobarvanih in množično proizvedenih lončarskih izdelkov, ki jih »strokovnjaki« proizvedejo na hitrem kolesu.
V uruškem obdobju (približno 4100-2900 pr. n. št.) se je povečal obseg trgovine in prepeljanega blaga po kanalih in rekah južne Mezopotamije, kar je olajšalo vzpon številnih utrjenih velikih tempeljskih mest (z več kot 10.000 prebivalcev), kjer je bil tempelj središče mesta, uprava pa centralizirana in je zaposlovala specializirane delavce. Dokaj je gotovo, da se je že v uruškrm bdobju  pojavilo suženjstvo. Obstaja mnogo dokazov v zgodnejših zapisih, da so sumerska mesta začela uporabljati sužnje, ujete v hribovitem svetu, kot delovno silo. Veliko artefaktov uruške civilizacije so našli na širšem območju od gorovja Taurus v Turčiji do Sredozemskega morja na zahodu in na vzhodu do centralnega Irana.
Civilizacija iz uruškega obdobja, ki so jo sumerski trgovci in kolonisti (kot tisti najdeni na Tell Brak) raznašali na svojih poteh, so vplivali na vse okoliške prebivalce, ki so postopoma razvili lastno primerljivo, konkurenčno gospodarstvo in kulturo. Sumerska mesta niso bila uspešna pri ohranjanju oddaljenih kolonij z vojaško silo.
V uruškem obdobju so sumerska mesta v večini vodili duhovniki in kralji (ensi). Prevladoval je teokratski način vladanja. V pomoč jim je bil svet starešin, vključno z ženskami in moškimi. Zelo možno je, da je bil kasneje sumerski panteon vzorec za politične strukture. Ni bilo malo dokazov o institucionaliziranih merilih nasilja ali profesionalni vojski. Večina mest ni bila obdana z zidom. V tem obdobju je mesto Uruk postalo najbolj urbanizirano mesto na svetu, prvič je prekoračilo 50.000 prebivalcev.
Starodavni seznam sumerskih kraljev vsebuje zgodnje dinastije številnih uglednih mest iz tega obdobja. Prvi nabor imen na seznamu kraljev govori o tistih, ki so vladali preden je prišlo do velikih poplav. Ta zgodnja imena naj bi bila izmišljena in naj bi vsebovala nekaj legendarnih in mitoloških osebnosti, kakor Alulim in Dumuzid.
Konec uruškega obdobja je sovpadal z nihanjem Piora, suho obdobje od 3200-2900 pr. n. št., ki je zaznamovalo konec dolgih mokrih obdobij. Obdobje pred približno 9.000 do 5.000 leti je imelo toplejše optimalno podnebje, imenovalo se je holocen.

### Zgodnje dinastije
Zgodnje obdobje dinastij se začne 2900 pr. n. št. in ga zaznamujejo znani voditelji kot sta Enmerkar in Gilgameš, ki naj bi vladala do približno 2700 pr. n. št., ko so se začela razvijati zlogovna pisava, podobna zgodnjim piktogramom. Središče sumerske kulture je ostalo v južni Mezopotamiji, čeprav so se voditelji kmalu začeli širiti v sosednje pokrajine, velik del njihove kulture so prevzeli sosednji Semiti.
Prvi kralj v obdobju zgodnje dinastije, čigar ime je znano je Etana, trinajsti kralj prve Kiške dinastije (pribl. 26. stol. pr. n. št.), njegovo ime je omenjeno tudi v Epu o Gilgamešu, kar namiguje, da je Gilgameš morda bil zgodovinski kralj mesta Uruk. Kot nam Ep o Gilgamešu pokaže, je bilo to obdobje povezano s povečanim nasiljem. Mesta so postala obzidana, ter so se povečala, medtem ko so nezaščitene vasi v južni Mezopotamiji izginile. Gilgameš naj bi zgradil obzidje Uruka.

#### Prva lagaška dinastija
Prva lagaška dinastija, čeprav izpuščena iz seznama kraljev, je znana zaradi številnih spomenikov in drugih arheoloških najdb.
Čeprav je imperij kralja Eanatuma v mestu Lagaš obstajal krajši čas, je eden prvih zgodovinsko poznanih imperijev, anektiral je praktično celotno Sumerijo, vključno z mesti Kiš, Uruk, Ur in Larsa in podredil mestno državo Uma, ki je bila glavni nasprotnik mesta Lagaš. Poleg tega se je njegov vpliv razširil do ozemlja Elamitov in vzdolž obale Perzijskega zaliva. Najdeni so bili njegovi nagrobniki z jastrebi, ki so upodabljali nasilno postopanje s sovražniki. Kmalu po njegovi smrti je imperij propadel. Znan je bil po svoji namerni uporabi terorja kot orožje proti svojim sovražnikom.
Kasneje je kralj-svečenik mesta Uma, Lugalzagezi, strmoglavil primat lagaške dinastije, nato osvojil Uruk in ga naredil za svojo prestolnico, ter si lastil imperij, ki je segal od Perzijskega zaliva do Sredozemlja. Bil je zadnji etnični sumerski kralj pred prihodom semitskega kralja Sargona Akadskega.

### Akadski imperij (približno 2270–2083 pr. n. št.)
Semitski akadski jezik je prvi, ki potrjuje lastna imena kraljev iz Kiša približno 2800 pr. n. št. Pojavljajo se tudi kasneje v seznamu kraljev. Obstajajo besedila v celoti napisana v stari akadščini približno 2500 pr. n. št.. Star akadski jezik je dosegel svoj vrhunec v času vladanja Sargona Velikega (pribl. 2270-2215 pr. n. št.), a najbolj upravni zapisi na tablicah so bili zapisani v sumerščini, jeziku, ki so ga uporabljali pismouki. Gelb in Westenholz sta razdelila staro akadščino na tri obdobja: obdobje pred Sargonom, obdobje Akadskega imperija, sledilo je še obdobje Novosumerske renesanse. Akadsko in sumersko govoreči so sobivali približno tisoč let, do približno 1800 pr. n. št., ko se je prenehalo govoriti sumerski jezik. Thorkild Jacobsen se ni strinjal, da je bilo dovolj časovne prekinitve med obdobji pred in po Sargonu, in da je bil dan prevelik poudarek na dojemanje konflikta med Semiti in Sumerci. Gotovo pa je, da je akadsko ljudstvo bilo le kratek naseljeno na sosednjih delih Elama, katerega je osvojil Sargon.

### Obdobje Gutijske dinastije (približno 2083–2050 pr. n. št.)

#### Druga lagaška dinastija (približno 2093–2046 pr. n. št.)
Akadski imperij je začel propadati v času vladanja Gutijske dinastije. Naslednji sumerski vladar Gudea iz Lagaš pa je ponovno pridobil sloves vladarja in nadaljeval s tradicijo kralja Sargona, da ga častijo kot boga. Tako kot pri prejšnjih dinastijah Lagaša, so Gudea in njegovi potomci podpirali umetniški razvoj in pustili veliko arheoloških artefaktov.

### Renesansa pri Sumercih
približno 2047–1940 pr. n. št.
Kasneje v Tretji  urski  dinastiji  pod kraljem Ur-Nammujem in njegovim sinom Šulgijem, katerih vpliv in moč sta segala vse do koder se je raztezala Mezopotamija na sever, in je bil čas zadnjega velikega sumerskega preporoda. Regija je zaradi stalnih pritiskov akadsko govorečih semitov in prihoda semitov Martu (Amoriti), ki so zasedli vse več sumerskih krajev kot so bili Isin, Larsa in Babilon. Akadci so počasi prišli do juga Mezopotamije in kasneje ustanovili Babilonski imperij, podobno kot je na severu nastal Asirski imperij. Sumerski jezik je ostal duhovniški jezik, podobno kot se je latinščina uporabljala v antiki in krščanstvu, tako dolgo dokler se je uporabljalo klinopis.

### Zaton
To obdobje praviloma sovpada s pomembnimi premiki populacije iz juga proti severu Mezopotamije. Zaradi naraščanja slanosti obdelovalnih površin je bila produktivnost sumerskih kmetijskih zemljišč ekološko ogrožena. Zavedali so se, da je slanost tal v tej regiji velik problem. V sušnem podnebju z visoko stopnjo izhlapevanja so bile obdelovalne površine premalo izsušene, kar je privedlo do raztapljanja soli v tleh in sčasoma se je zmanjšal donos kmetijskega pridelka. V času Akadcev in Tretje urske dinastije je prišlo do sprememb v poljedelstvu. Pšenico je nadomestil na sol bolj odporen ječmen. Vendar to ni bilo dovolj in v obdobju od 2100 pr. n. št. do 1700 pr. n. št. ocenjujejo, da se je prebivalstvo na tem področju zmanjšalo za skoraj tri petine. To je močno oslabilo področja kjer se je govorilo sumersko, povečala se je razlika v ravnotežju moči. Krepila so se področja, kjer je bila akadščina pogovorni jezik. V prihodnje je sumerščina ostala zgolj literarni in liturgični jezik. 
Sledil je vdor Elamitov in opustošenju mesta Ur med vladavino kralja Ibi-Sina (približno 1940 pr. n. št.). Sumerci so padli pod amoritsko vladavino, kakršna je bila v srednji bronasti dobi. Neodvisna amoritska država med 20. in 18. st. pr. n. št. se je imenovala Isinska dinastija. To je tudi razvidno iz sumerskega seznama kraljev, ki se konča z vzponom Babilona pod kraljem  Hamurabijem okoli leta 1700 pr. n. št..
V 3. tisočletju pr. n. št. se je razvilo zelo intimno kulturno sožitje med Sumerci in Akadci vključno z dvojezičnostjo. Vpliv sumerščine na akadščino (in obratno) je razviden je na vseh področjih v velikem obsegu je prihajalo do besednjaškega sposojanja prav tako skladenjskega in tudi morfološke in fonološke konvergence.
Akadščina je postopoma nadomestila sumerščino kot govorjeni jezik nekje ob prelomu 3. in 2. tisočletja pred našim štetjem (točen datum je še stvar razprave), vendar se je sumerski  jezik še naprej uporabljali v Mezopotamiji kot svet, slavnosten, literarni in znanstveni jezik do 1. stoletja.

## Kultura

### Socialno in družinsko življenje
V zgodnjem sumerskem obdobju (tj. Uruk), primitivni piktogrami kažejo, da:
- je bilo lončarstvo zelo bogato, oblike vaz, skled in vrčev so bile različne; poznali so posebne posode za med, maslo, olje in vino, ki so bile verjetno narejene iz potreb, ena oblika vaze je imela ustnik, ki je štrlel iz nje od strani. Nekatere vaze so imele noge in so stale s prekrižanimi nogami, druge so imele ravno dno in so bile ločene na kvadratne ali pravokotne okvirje iz lesa. Posode za olje - in verjetno tudi druge tekočine - so bile zapečatene z glino, podobno kot v zgodnjem Egiptu. Vaze in posoda iz kamna so bile narejene podobno kot tiste iz gline, košare pa so bile stkane iz trstičja ali narejene iz usnja.
- Na glavi so nosili pernato pokrivalo. Uporabljali so postelje, stole in mize z izrezljanimi nogami podobnimi volovjim. Imeli so ognjišča in oltarje z ognjem ter očitno tudi dimnike.
- Noži, svedri, klini in drugi instrumenti, ki so bili podobni žagi so bili že znani, medtem ko so kopja, loke, puščice in bodala (ne pa meče) uporabljani v vojnah.
- Tablice so uporabljali za pisanje, baker, zlato in srebro so obdelovali kovači. Nosili so bodala s kovinskimi rezili in lesenimi ročaji, baker so vgradili v plošče, medtem ko so bile ogrlice ali ovratnice iz zlata.
- Čas so računali v lunarnih mesecih.

Obstaja veliko dokazov, da so Sumerci ljubili glasbo, za katero se zdi, da je bila pomemben del verskega in javnega življenja v Sumeriji. Liram podobni inštrumenti so prevladovali, med najbolj znanimi primeri so lire iz kraljevskih grobnic iz Ura.
Napisi, ki opisujejo reforme kralja Urukagina iz Lagasha (ok. 2300 pr. n. št.) pravijo, da je odpravil navado poligamijo v svoji državi, ki je predpisovala, da se žensko, ki se speča z več možmi, za kazen kamenja. 
Ženske so bile v Sumeriji precej zaščitene s pozno sumerskim pravom in so bile sposobne doseči višji status kot v drugih sodobnih civilizacijah, a so vseeno pri upravljanju prevladovali moški. Kodeks Ur-Nammu, najstarejši odkrit tovrsten dokument, ki sega v obdobje Ur-III (sumerska renesansa), razkriva pogled na družbeno strukturo v poznem sumerskem pravu. Pod pojmom lu-gal (velik človek ali kralj), vsi člani družbe pripadajo enemu od dveh osnovnih slojev:lu ali svobodnjak in suženj (moški: arad, ženske: geme). Sin lu-ja je bil imenovan dumu-nita, dokler se ni poročil. Ženska (munus) se je od hčere (dumu-mi) spremenila z ženo (dam), nato pa, če je preživela moža in postala vdova (numasu), bi se potem lahko ponovno poročila .

### Jezik in pisava
Najpomembnejša arheološka odkritja iz Sumerije je veliko število plošč, napisanih v klinopisu. Sumersko pisanje je najstarejši primer pisanja v zgodovini. Najprej so to bile slike - piktogrami - ali simboli, so se kasneje spremenili v zloge. Za pisanje (vtiskovanje v vlažno glino) so uporabljali trikotno ali klinasto oblikovan trs. Na tisoče obsežnih besedil v sumerskem jeziku se je ohranilo: osebna ali poslovna pisma, potrdila, besedni seznami, zakoni, hvalnice, molitve, zgodbe, dnevne evidence in celo knjižnice polne glinastih plošč. Monumentalni napisi in obvestila so tudi zelo pogosti na različnih predmetih, kot so kipi ali zidovi iz opeke. Veliko besedil je ostalo v več izvodih, ker so bila večkrat prepisana pri učenju pisarjev. Sumerščina je ostal uradni jezik in jezik vere v Mezopotamiji še dolgo po tem, ko je prevladal semitski jezik.
Sumerski jezik na splošno velja kot izoliran jezik v jezikoslovju, ker ne pripada nobeni znani jezikovni družini; akadščina nasprotno, pripada semitski veji afro-azijskih jezikov. Veliko je bilo neuspešnih poskusov za povezovanje sumerščine v druge jezikovne skupine. To je aglutinski jezik, z drugimi besedami, morfemi se seštejejo da bi ustvarili besede, za razliko od analitičnih jezikov, kjer se morfemi seštejejo, da ustvarijo stavke.
V 3. tisočletju pred našim štetjem se je razvila kulturna simbioza med Sumerci in Akadci, ki je vključevala tudi obsežno dvojezičnost. Vplivi med njimi so vidni na vseh področjih, predvsem izposojanje besed v zelo velikem obsegu. Opazno je skladenjsko, morfološko in fonološko zbliževanje. Ta medsebojni vpliv je pomagal znanstvenikom, da so razvozlali najdene zapise.
Akadščina je postopoma nadomestila sumerščino kot govorjen jezik nekje na prelomu iz 3. v 2. tisočletje pred našim štetjem , vendar se je sumerščina še naprej uporabljala pri verskih obredih, ceremonialih, literaturi in na znanstvenem področju v Babilonu in Asiriji še do 1. stoletja našega štetja. 

### Religija
V zgodnji fazi zgodovine, Nipur v osrednji Mezopotamiji zamenja Eridu na jugu kot glavno tempeljsko mesto, kateremu duhovniki podelijo tudi status političnega središča. Nippur je ohranil ta status v celotnem prvem sumerskem obdobju, dokler kralj Sargon Akadski ne prenese sedeža v Babilon.

#### Božanstva
Sumerci so verjeli v antropomorfni politeizem ali prepričanje v mnoge bogove v človeški podobi. Ni bilo skupnega niza bogov ampak je imela vsaka mestna državica svoje patrone, templje in svečenika (kralj), vseeno ti niso bili edini. Bogovi v enem mestu so bili pogosto priznani tudi drugje. Sumerskih govorniki so bilo med prvimi, ko so zapisali svojo vero v pisni obliki in so bili glavni navdih kasnejši Mezopotamski mitologiji, religiji in astrologiji.
Sumerski panteon je sestavljalo dvanajst bogov (vsak je bil povezan z enim od dvanajstih nebesnih teles v našem osončju) in nekaj sto nižjih bogov, imenovanih Anunnaki:
- An (ali Anu v babilonskih/asirskih tekstih) je bil vrhovni bog, Veliki oče bogov ali Kralj bogov. Njegovo kraljestvo je nebo, njegova soproga je bila Antu, imel je šest spremljevalk, ena od njih je bila Ki, kar pomeni zemlja. Njegov simbol je bila zvezda. Njega samega niso nikoli upodabljali.
- Enlil ali EN.LIL - gospodar duhov - zemljišč v Nipurju. Bil je drugo najmočnejše božanstvo sumerskega panteona; bil je Anujev najstarejši sin. Njegovo ime pomeni "gospodar zračnega prostora". V določenem trenutku je sestopil na Zemljo in tako postal glavni bog neba in Zemlje, gospodar vseh ljudstev in dežel. Dal je človeštvu uroke in zaklinjanja, da morajo duhove dobrega ali zla ubogati.
- Enki v južnem templju v Eriduju je bil Anujev drugi sin in tretji veliki sumerski bog. Imel je dve imeni: E.A ("njegov dom je voda") in EN.KI (Enki, "gospodar Zemlje". Tudi on je bil Bog nebes in Zemlje, ki je sestopil na Zemljo. Enki je bil tudi bog dobrodelnosti, vladar sladkovodnih globin pod zemljo, zdravilec in prijatelj človeštva , ki se je v sumerski mitih zapisan, da je dal človeku umetnost in znanost, industrijo in vrsto civilizacije, prva knjiga zakonov naj bi njegovo delo. Bog Enki je imel sedem sinov, med njimi Marduka, ki si je naposled priboril vrhovno oblast, Nergala - gospodarja spodnjega sveta, in Dumuza.
- Inana, boginja Venere, jutranja (vzhodna) in večerna (zahodna) zvezda, v tempelj si je delila z Anujem v Uruku.
- Bog sonca Utu v Larsi na jugu in v Siparju  na severu.
- Bog Lune Sin v Uru.

Ta božanstva so oblikovala jedro panteona, poleg njih pa je bilo na stotine manj pomembnih. Glavni sumerski bogovi so bili povezani z nebesnimi telesi. Za njih so bili planeti živa bitja, ki so imela vpliv na dogajanje v fizičnem svetu. Ta predstava je ustvarila temelj astrologiji. Sumerski bogovi bi lahko tako imeli asociacije na različna mesta in njihov verski pomen pogosto raste in upade s politično močjo tistega mesta. Bogovi naj bi ustvarili človeka iz gline z namenom, da bi jim služili. Templji so organizirali velike projekte, dela, ki so bila potrebna za namakanje v kmetijstvu. Državljani so imeli dolžnost delati v templju, čeprav so se lahko izognili s plačilom v srebru.

#### Kozmologija
Sumerci so verjeli, da je vesolje sestavljeno iz ravnega diska obdanega s kupolo. Sumersko posmrtno življenje je predstavljal spust v temačni pekel, kjer boš živel v bednem okolju kot Gidim (duh). 
Vesolje je bilo razdeljeno na štiri četrtine:
- Na severu so gorska bivališča ljudstva Subartu, ki so občasno napadala zaradi sužnjev, lesa in surovin.
- Na zahodu so šotorska bivališča ljudstva Mar.tu (Amoriti), semitov, ki živijo kot pastirski nomadi  s čredami ovac in koz.
- Na jugu je dežela civilizacije Dilmun, trgovska državica, povezano z deželo mrtvih in krajem stvarjenja.
- Na vzhodu so bili Elamiti, tekmeci, s katerimi so bili Sumerci pogosto v vojni.

Njihov znani svet se je širil od Zgornjega morja ali Sredozemske obale, do Spodnjega morja ali Perzijskega zaliva in med deželo Meluḫḫa (verjetno dolina Inda) in Magan (danes Oman), ki je slovel po bakrovi rudi in dioritu.

#### Templji in tempeljska organizacija
Zigurati (sumerski tempelj) so imeli individualno ime in odprt prostor z osrednjim vodnjakom za očiščenje.  Tempelj sam je imel osrednjo ladjo s hodniki vzdolž obeh strani. Iz hodnikov so bili prehodi v sobe za svečenike. Na enem koncu je bilo stopnišče in opečna miza za žrtvovanje živali in rastlin. Kašče in skladišča so se običajno nahajala v bližini templjev. Po določenem času so Sumerci začeli postavljati templje na vrhu večplastnih kvadratnih konstrukcij zgrajenih kot niz stopničastih teras, ki so podlaga za slog zigurat. 

#### Pogrebne prakse
Sumerci so verjeli, da ko ljudje umrejo, so omejeni na mračni svet Ereshkigal, katerega domena je bila varovati vhod z različnimi pošastmi, da bi preprečili ljudem vstopiti ali izstopiti. Umrli so bili pokopani izven mestnega obzidja na pokopališčih, kjer so truplo pokrili z majhnim kupčkom, skupaj s pošastmi in majhno količino hrane. Žrtvovane ljudi so našli v grobnicah v kraljevem pokopališču v Uru, kjer so kraljico Pu-abi spremljali v smrt njeni služabniki. Prav tako so Sumerci izumili prvo liro ali harfo kot instrument in jo uporabljali pri kraljevih pogrebih.

### Kmetijstvo in lov
Sumerci so prevzeli način kmetovanja, kot so ga morda poznali že med letoma 5000 - 4500 pr. n. št. V regiji so poznali številne temeljne kmetijske tehnike kot je organizirano namakanje, obsežno intenzivno poljedelstvo, kolobarjenje, uporabo pluga in uporabo v kmetijstvu specializirano delovno silo pod nadzorom uradništva. Za potrebe upravljanja tempeljskega računovodstva je ta organizacija pripeljalo do razvoja pisave (ok. 3500 pr. n. št.).
V zgodnjem obdobju v sumerskem Uruku, primitivni piktogrami kažejo, da so bile udomačene ovce, koze, govedo in prašiči. Uporabljali so vole kot glavno vprežno živino ter osle ali druge kopitarje kot primarne tovorne živali in volnena oblačila, kot tudi odeje iz volne ali dlake živali. Ob strani hiše je bil zaprt vrt zasajen z drevjem in drugimi rastlinami. Pšenica in verjetno druga žita so bila posejana na poljih, posebni vodnjaki (Šaduf) so že uporabljeni za namakanje rastlin, ki so jih gojili tudi v loncih ali vaze.
Sumerci so uporabljali podobne tehnike namakanja, kot so se uporabljale v Egiptu.  Ameriška antropologinja Robert McCormick Adams pravi, da je bil razvoj namakanja povezan z urbanizacijo  in da je 89 % prebivalstva živelo v mestih.  and that 89% of the population lived in the cities.
Gojili so ječmen, čičeriko, lečo, pšenico, dateljne, čebulo, česen, zeleno solato, por in gorčico. Sumerci so lovili ribe, perjad in gazele. 
Sumersko kmetijstvo je bilo močno odvisno od namakanja. Namakanje je bilo doseženo z uporabo šadufov, prekopov in naravnih kanalov, nasipov, jezov in zbiralnikov. Pogoste nasilne poplave reke Tigris in manj reke Evfrat so pomenile, da je bilo potrebno kanale pogosto popravljati in stalno odstranjevati mulj ter obnavljati obrežja, ki so se nenehno spreminjala. Oblast je zahtevala od posameznikov, da so delali na kanalih kot javna dela (bogati so se lahko odkupili).
Kot je znano iz Sumerskega kmečkega zbornika so po poplavni sezoni in po spomladanskem enakonočju in Akitu ali novoletnem praznovanju, uporabljali kanale kmetje, da so poplavili svoja polja in drenirali vodo. Nato so voli pohodili tla in uničili plevel. Nato so polja prekopali. Po sušenju so orali, branali in grabili teren trikrat in ga zdrobili z motiko pred sejanjem. Visoka stopnja izhlapevanja je povzročilo postopno povečevanje slanosti polj. V obdobju Ur III., so kmetje iz pšenice prešli na pridelavo ječmena prav zaradi preveč soli v zemlji.
Sumerci so želi spomladi s tremi ekipami, sestavljenimi iz žanjevcev, povezovalcev snopov in nosačev snopov.  Za mlatenje so uporabljali mlatilne vozičke, ki so jih vlekli voli. Nato so s pretresanjem ločili zrnje od plev.

### Arhitektura
Na ravnici ob Tigrisu in Evfratu je primanjkovalo mineralov in dreves. Sumerske stavbe so bile narejene iz blatnih opek povezanih z malto ali drugim vezivom. Take stavbe so sčasoma propadle in se spremenile v prah, nato so na istem mestu zgradili nove. Ta konstanta obnova je postopoma dvignila nivo mest nad ravnico, ki ga je obkrožala. Nastale so tako imenovane gomile, ki so vidne po vsem starodavnem Bližnjem vzhodu.
Archibald Sayce je iz zgodnje sumerskih piktogramov (iz Uruka) razbral, da je bil kamen: »redek, a že razrezan v bloke in tesnjen. Opeka je bila običajen gradbeni material, z njo so bila zgrajena mesta, utrdbe, templji in hiše. Mesto je imelo stolpe in je stalo na umetni platformi, stolpe so imele tudi hiše, ki so bile opremljene z vrati in so jih lahko odpirali z nekakšnim ključem; mestna vrata so bila v večja, včasih tudi dvojna in zdi se, da temeljena na kamnu ali opeki - hiše so bile posvečene nekaterim predmetom, ki so bile deponirane v njih.« 
Najbolj impresivna in znana sumerska stavba so zigurati, velike večnadstropne platforme. Sumerski cilindrični pečatniki prikazujejo tudi hiše zgrajene iz trstičja, ki niso nič drugačne kot tiste, ki so jih mezopotamski Arabci južnega Iraka gradili do pred približno 400 leti. Sumerci so razvili tudi lok, ki jim je omogočil, da so gradili mogočen tip kupole, kar so uspeli z gradnjo in povezovanjem več lokov. Sumerskih templji in palače so poznali opornike, niše, pol stebre in glinene kline.

### Matematika
Sumerci so razvili kompleksen sistem meroslovja okoli 4000 let pred našim štetjem. To meroslovje je rezultiralo ustvarjanje aritmetike, geometrije in algebre. Okoli 2600 let pred našim štetjem in naprej, so Sumerci napisali glinaste tablice s tabelami za množenje in se ukvarjali z geometrijskimi problemi in problemi deljenja. Najstarejši sledovi babilonskih številk segajo tudi v to obdobje.  Iz 2700 - 2300 pred našim štetjem je znan prvi Abak in tabelo zaporednih stolpcev, ki so razmejevali posamezne rede velikosti njihovega šestdesetiškega številskega sistema. Sumerci so bili prvi, ki so uporabili pozicijski številski sistem. Obstajajo tudi nezanesljivi dokazi, da so Sumerci lahko uporabili neke vrste logaritemsko računalo za astronomske izračune. Bili so prvi, ki so našli ploščino trikotnika in prostornino kocke. 

## Gospodarstvo in trgovina
Odkritje obsidiana iz daljnih krajev v Anatoliji in lapis lazulija iz Badakhšana na severovzhodu Afganistana, biserov iz Dilmuna (danes Bahrajn) in več pečatov z vpisi scen iz doline Inda kažejo izredno obsežno mrežo antične trgovine osredotočene okoli Perzijskega zaliva.
Ep o Gilgamešu govori o trgovini z oddaljenimi deželami za blago kot so les, ki ga v Mezopotamiji praktično ni bilo. Zlasti je bila cenjena cedra iz Libanona. Najdena smola v grobu kraljice Pu-abi v Uruju kaže, da se je trgovalo zelo daleč, kot je Mozambik.
Sumerci so uporabljali sužnje, čeprav niso bili pomemben del gospodarstva. Sužnji ženske so delale kot tkalke, v oljarnah, kot mlinarji in nosači.
Sumerskih lončarji so okraševali lonce s cedrovo oljno barvo. Lončarji so uporabljali poseben lok za proizvodnjo ognja, potrebnega za peko keramike. Sumerski zidarji in draguljarji so poznali in uporabljali alabaster (kalcit), slonovino, železo, zlato, srebro, karneol in lapis lazuli.

### Vojska
Neprestane vojne med sumerskimi mestnimi državicami v 2000 letih, so pomagale pri razvoju vojaške tehnologije in tehnike. Prva vojna je bila zabeležena med Lagašem in Umo okoli 2525 pred našim štetjem na steli, imenovani Jastrebova stela. Ta kaže kralja Lagaša, ki vodi sumersko vojsko, sestavljeno večinoma iz pehote. V pehotnih nosijo kopja, bakrene čelade in ščite iz usnja ali protja. Kopjenosci so razporejeni v vrsto (falango), ki zahteva izobraževanje in disciplino, kar pomeni, da so Sumerci uporabljali poklicne vojake.
Sumerska vojska je uporabljala vozove, ki so jih vlekli osli. Ti zgodnji vozovi še niso delovali učinkovito v boju, kot kasnejši modeli. Nekateri raziskovalci menijo, da so ti vozovi služili predvsem kot prevoz, čeprav je posadka imela bojne sekire in sulice. Sumerski voz je naprava s štirimi ali dvema kolesoma, s posadko in dvema ali štirimi osli. Voz je imel pleteno košaro, kolesa so imela trdno tritočkovno pritrditev.
Sumerska mesta so bila obdana z obzidjem. Sumerci so mesta ob vojskovanju oblegali, vendar opečno zidovje ni moglo odvrniti sovražnikov.

### Tehnologija
Primeri sumerskih iznajdb so: kolo, klinopis, aritmetika in geometrija, namakalni sistem, sumerski čoln, lunin solarni koledar, bron, usnje, žaga, dleto, kladivo, opornik, uzda, klin, igla, prstan, motika, sekira, nož, kopje, puščica, meč, lepilo, bodalo, meh za vodo, torba, pas, oklep, tok za puščice, bojni voz, nožnica, škorenj, sandale, harpuna in pivo. Sumerci so imeli tri glavne vrste čolnov: 
- Jadrnice zgrajene na način clinker so sestavili skupaj z lasmi, ki so vsebovale bitumen za hidroizolacijo ;
- kožne čolne so izdelali iz živalskih kož in trstičja;
- lesene tovorne ladje, ki so jih včasih navzgor vlekli ljudje in živali, ki so hodili po bližnji obali

## Zapuščina
Sumerska civilizacija je zagotovila ogromno civilizacijskih dosežkov: izume in inovacije, zasnove in verske predstave, ki tvorijo temelje naše zahodne civilizacije.
Dokazi o vozilih s kolesi so se pojavili sredi 4. tisočletja pred našim štetjem skoraj istočasno v Mezopotamiji, severnem Kavkazu (kultura Majkop) in Srednji Evropi. Kolo je bilo najprej del lončarskega vretena. Hitro se je razvilo mlinsko kolo in kasneje uporabljeno na vozu.
Pisava, šole in pisarji, zakoni, sodniki in porote, plemstvo in nasveti meščanom, glasba, ples in umetnost, medicina in kemija, tkanine in tkanje, kolo in vprežno vozilo, opeka in peč za peko, večnadstropne stavbe, čoln in plovba po rekah in morjih, svečeniki in svetišča... - vse to je nastalo v Sumeriji, na jugu današnjega Iraka. 
Obstajajo številni dokazi, da je egipčanska družba in civilizacija, ki je nastala več kot pol tisočletja po sumerski, prevzela kulturo, arhitekturo, tehnologijo, umetnost pisanja in mnoge druge elemente visoke civilizacije od Sumercev. 
Od Sumercev smo podedovali sedanje osnovne elemente matematike in astronomije; delitev kroga na 360 stopinj, ure na 60 minut, dan na 2 x 12 ur, sestavljanje zvezd v ozvezdja, zodiak, koledar, itd. 
Sumerci so na glinenih ploščicah natančno popisali relacije med planeti in njihove lastnosti, razvoj sončnega sistema, z nastankom našega osončja. Nekatere njihove navedbe je moderna znanost potrdila z izsledki, ki so jih šele v zadnjem času omogočili podatki z umetnih satelitov (Voyager 1 in 2, od 1977 do 1989, odprava na Uran in Neptun).
Vse do razvoja teleskopa so evropski astronomi, kot Ptolemaj, priznavali samo devetnajst zvezd na severnem nebu. Do leta 1925, ko je prišlo do usklajevanja sedanje klasifikacije, je bilo priznano 28 zvezd, ki se nahajajo v področju neba, ki so ga Sumerci imenovali Pot Enlila. Stari Sumerci so prepoznali, identificirali, grupirali, imenovali in popisali vse zvezde severnega neba. 
Da bi spremljali gibanje nebesnih teles in njihove položaje na nebu v odnosu do Zemlje ter med sabo, so Babilonci in Asirci vodili precizne efemeride. To so tabele, ki navajajo pozicije nebesnih teles v prihodnosti. Izračunavali so jih na dva načina: enega so uporabljali v Babilonu, drugega, starejšega, preciznejšega in zapletenejšega pa v Uruku. Toda te tabele niso nastale kot rezultat opazovanja neba, temveč so bile izračunane iz nekih nespremenljivih, nepoznanih aritmetičnih shem, ki so jih astronomi dobili v dar in jih niso smeli spreminjati.
Končno, Sumerci so uvedli udomačitve z intenzivnim kmetijstvom in namakanje. Pšenica, ječmen, ovce (začenši z muflonom) in govedo (začenši s turom) so vrste, ki so jih gojili in redili prvič v velikem obsegu.